# Rob Caggiano
Robert Caggiano (født d. 7. november 1976) er en amerikansk guitarist og producer og tidligere lead guitarist i det danske metalband Volbeat fra 2013-2023. Caggiano har tidligere været lead guitarist i heavy metalbandet Anthrax.

## Karriere

### Tidlig karriere (1996-2000)
Caggianos første professionelle band var Boiler Room, som blev dannet i 1996. Efter en åbningskoncert til Band Orgy i 1999 fattede Roadrunner Records interesse for dem, og efter flere forsinkelser blev debutalbummet Can't Breathe udgivet på Tommy Boy Records. Kort efter udgivelsen gik bandet i opløsning i 2000.

### Anthrax og andre bands (2001-2012)
Til at begynde med spillede Caggiano med Anthrax fra 2001 til 2005, og stoppede da sammensætningen fra Among the Living (1987) blev gendannet. Han sluttede sig atter til gruppen i 2007 efter reunionen ophørte. Han spiller med på ablummene We've Come for You All og Worship Music, og på opsamlingsalbummet Greater of Two Evils (en live optagelse fra studiet med ældre materiale) og på livealbummet Music of Mass Destruction. Caggiano var også en del af "The Big 4"-turne i 2010-2011 med Anthrax, Slayer, Megadeth og Metallica. Showet i Bulgarien blev streamet og sendt i biografer over hele verden og hele "Big 4" showet (Anthrax, Megadeth, Slayer og Metallica) udkom på DVD d. 2. november 2010. Caggiano er også pladeproducer og mixer under navnet Scrap 60 Productions, hvor han er mest kendt for at have produceret for Cradle of Filth, Anthrax og Jesse Malin og mange andre prominente metal og hard rock-bands. Caggiano er også guitarist og sangskriver for bandet The Damned Things sammen med Scott Ian (Anthrax), Joe Trohman og Andy Hurley (Fall Out Boy) og Keith Buckley (Every Time I Die). Deres eebutalbum, som også blev produceret af Caggiano, blev udgivet via Island Records d. 13. december 2010.

### Volbeat (2013-2023)
Den 4. januar 2013 blev det annonceret, at han havde forladt Anthrax efter sigende for at fokusere på pladeproduktion i et stykke tid, indtil han fandt ud af, hvad han ville. Han udtalte "dette er e ekstremt svær og emotionel beslutning at lave for mig, men mit hjerte styrer mig i forskellige retninger lige nu. Jeg har altid fulgt mit hjerte i alt jeg foretager mig, og selvom dette muligvis er min sværeste beslutning nogensinde så føles den også rigtig for mig lige nu."
Den 4. februar 2013 blev det annonceret at han nu officielt blev en del af det danske band Volbeat som lead guitarist. Oprindeligt havde de samarbejdet på bandets nye album Outlaw Gentlemen & Shady Ladies, men Caggiano blev spurgt om han ville være fuldtids medlem i bandet to uger inde i indspilningsprocessen, fordi kemien imellem ham og de andre bandmedlemmer var så god.
Volbeat annoncerede via sine sociale medier, at de havde stoppet samarbejdet med Caggiano d. 5. juni 2023.

## Diskografi

### Anthrax albums
| Udgivelsesdato      | Titel                  | Pladeselskab            | Hitlisteplaceringer | Salg i USA |
| 6. maj, 2003        | We've Come for You All | Sanctuary/Nuclear Blast | 122                 |            |
| 13. september, 2011 | Worship Music          | Megaforce/Nuclear Blast | 12                  |            |

### Boiler Room albums
| Udgivelsesdato | Titel         | Pladeselskab                 | Hitlisteplaceringer | Salg i USA |
| 2000           | Can't Breathe | Tommy Boy/Roadrunner Records |                     |            |

### The Damned Things albums
| Udgivelsesdato | Titel      | Pladeselskab    | Hitlisteplaceringer | Salg i USA |
| 2010           | Ironiclast | Mercury Records |                     |            |

### Volbeat albums
| Udgivelsesdato | Titel                           | Pladeselskab      | Hitlisteplaceringer | Salg i USA |
| 2013           | Outlaw Gentlemen & Shady Ladies | Vertigo/Universal | 9                   | 130.000    |
| 2016           | Seal the Deal & Let's Boogie    |                   |                     |            |
| 2019           | Rewind, Replay, Rebound         |                   |                     |            |
| 2021           | Servant of the Mind             |                   |                     |            |

### Anthrax opsamlingsalbums
- The Greater of Two Evils (2004)

### Anthrax livealbums
- Music of Mass Destruction (2004)

### Produktions diskografi
Ikke komplet liste. Hjælp gerne med at udfylde den
- Cradle of Filth - Nymphetamine (Grammy Nominated)
- Cradle of Filth - "Thornography"
- Cradle of Filth - Damnation and a Day
- Sahg - "Sahg 2"
- Bleeding Through - The Truth
- Jesse Malin - "Glitter in The Gutter" (featuring Bruce Springsteen and Ryan Adams)
- Ill Niño - One Nation Underground
- Ill Niño - Revolution Revolución
- Machine Head - "Supercharger Remix"
- Anthrax - We've Come for You All
- Anthrax - "The Greater Of Two Evils"
- Prong - "Remix 2010"
- H20 - "H20"
- The Agony Scene - The Darkest Red
- A Life Once Lost - Hunter
- Dry Kill Logic - The Darker Side of Nonsense
- 36 Crazyfists - Bitterness the Star
- Straight Line Stitch - When Skies Wash Ashore
- Chthonic - Mirror of Retribution
- Muzzy - "Boathouse Sessions"
- The Drama Club - "The Drama Club" EP 2008
- Anthrax - Worship Music
- Volbeat - Outlaw Gentlemen & Shady Ladies
- Twelve Gauge Valentine - Shock Value